# 5인의 사형수
"5인의 사형수"는 1969년 공개된 대한민국의 영화이다.

## 배역
- 장동휘
- 남궁원
- 윤정희
- 허장강
- 황해
- 최성
- 박암
- 방성자
- 김석훈
- 전창근
- 김정옥
- 유하나
- 염혜숙
- 나일
- 추봉
- 지방열

## 수상
- 제3회 남도영화상
  - 남우조연상 - 허장강